# Бичкрафт Б55 Барон
Бичкрафт Б55 Барон је амерички двомоторни нискокрилац са шест седишта. Производила га је фирма Beechcraft од 1961. године. Користи се као путнички авион, за авиотакси и обуку и тренажу пилота.

## Пројектовање и развој

### Технички опис
Бичкрафт Б55 Барон је двомоторни нискокрилни путнички авион са 6 седишта.
Труп авиона је металне конструкције монокок, округлаог попречног пресека. Кабина пилота и путника чине једну целину. Кабине су опремљене великим прзорима што омогућава изванредну прегледност из авиона. Авион је опремљен уређајима који у кабини одржавају константни притисак и температуру. При репу са десне стране трупа налазе се врата за улаз у авион.
Крила су металне конструкције трапезастог облика. На крилима се налазе мотори, у крилаима су смештени унутрашњи резервоари за гориво а такође и простор у који се увлаче точкови за време лета. Крила имају управан положај на труп авиона.
Погонска група се састоји од два шестоцилиндрична ваздухом хлађена клипна мотора, Continental IO-470-L  са трокраком металном елисом константне брзине.
Стајни трап је увлачећи типа трицикл (један точак напред и два испод крила. Први точак се у току лета увлачи у кљун авиона а крилни точкови се увлаче у крила. Погон за увлачење и извлачење ногу стајног трапа је хидраулични.

### Варијанте
- 55 - са моторима Continental IO-470-L или IO-520-C.
- 56 - са моторима  Lycoming TIO-540-E1
- 58 - са моторима Continental IO-520-L или IO-550-C.
- Т-42А - војна верзија.

## Оперативно коришћење
| - Аргентина - Боливија - Хаити - Мексико - Родезија | - Шпанија - Турска - Југославија - Сједињене Државе |

### Авион Бичкрафт Б55 Барон у Југославији
Први авион Бичкрафт Б55 Барон је набављен за потребе Авио службе ССУП-а. Имао је регистрацију YU-BBY. Код прве реорганизације Авио службе 1. јануара 1967. године издвојен је из Авио службе ССУП-а и пребачен у Авио сервис СИВ-а. У ЈРЦВ СФР Југославије водио се до 31. децембра 1989. године.